# Directo al corazón (álbum de Los Tigres del Norte)
Directo al corazón es el nombre de un álbum de estudio lanzado por la banda de música regional mexicana Los Tigres del Norte, lanzado por Fonovisa Records el logrando la posición 48 en la tabla Billboard 200.

## Recepción de la crítica
Alex Henderson elogió el álbum diciendo que el título del álbum era apropiado porque "realmente ofrecía canciones que van directamente al corazón".

## Lista de canciones
Lista de canciones:

| Directo al corazón |                         |                        |          |  |
| N.º                | Título                  | Escritor(es)           | Duración |  |
| 1.                 | «Socios»                | Manuel Eduardo Toscano | 3:46     |  |
| 2.                 | «Celebrando tu partida» | Alberto Chávez         | 3:33     |  |
| 3.                 | «Infiel por amor»       | Manuel Eduardo Toscano | 2:38     |  |
| 4.                 | «La sorpresa»           | Manuel Eduardo Toscano | 3:38     |  |
| 5.                 | «Viva mi Sinaloa»       | Luis Enrique López     | 3:19     |  |
| 6.                 | «Al corazón le vale»    | Teodoro bello          | 2:45     |  |
| 7.                 | «A ellas»               | Jorge campos           | 3:20     |  |
| 8.                 | «Orgullo mexicano»      | Carlos Razo Villanueva | 2:57     |  |
| 9.                 | «No llores por él»      | Pablo Castro           | 2:47     |  |
| 10.                | «La neta de las netas»  | José Cantoral          | 3:32     |  |
| 11.                | «Directo al corazón»    | Pablo Castro           | 3:28     |  |
| 12.                | «Ay que líos»           | Ramón Meléndez         | 2:58     |  |
| 13.                | «Me dicen perseverante» | Luis Enrique López     | 3:10     |  |
| 14.                | «Atrapado»              | Manuel Eduardo Toscano | 2:38     |  |
| 44:27              |                         |                        |          |  |

## Personal
Personal según Allmusic:
- Adriana Rebold - Dirección artística, Diseño gráfico
- Christian Besson - Fotografía
- Hernán Hernández - Arreglista, Director artístico, Audio Engineer
- Jorge Campos - Compositor
- Jorge Hernández - Arreglista, Director artístico
- Joseph Pope - Ingeniero de audio, ingeniero
- Luis Hernández - Arreglista, Director artístico
- Oscar Lara - Arreglista, Director artístico
- Pablo Castro - Compositor
- Reiner Gembalczyk - Mastering Engineer
- Teodoro Bello - Compositor
- Walter Romero - Accordion, Mezcla, Vocal Engineer

## Rendimiento del gráfico
| Gráfica                           | Posición más alta |
| --------------------------------- | ----------------- |
| Billboard 200                     | 48                |
| Billboard Top Latin Albums        | 2                 |
| Billboard Regional Mexican Albums | 1                 |